# La chiesa dei gesuiti di G.
La chiesa dei gesuiti di G. (Die Jesuiterkirche in G.) è un racconto di Ernst Theodor Amadeus Hoffmann che venne pubblicato nel primo volume della raccolta Notturni (1817).
Il personaggio di Bertoldo, come altri della narrativa Hoffmanniana, è ispirato alla figura del pittore Aloys Molinari, che l'autore, poco più che ventenne, conobbe a Glogau.

## Trama
Durante una sosta forzata nella città di G., il viaggiatore incontra il padre gesuita Aloysio Walther, il quale ha incaricato il pittore Bertoldo di affrescare le pareti della chiesa annessa al collegio. Bertoldo è un artista alquanto singolare e nessuno lo conosce veramente bene; ma padre Walther possiede un manoscritto che racconta la sua vita e il suo incontro con la misteriosa principessa Angiola, che diverrà la musa ispiratrice del pittore.

## Edizioni italiane
- E.T.A. Hoffmann, Racconti notturni, a cura di Claudio Magris, traduzioni di Carlo Pinelli e Alberto Spaini, Einaudi, Torino, 1994.